# Resenstad
Resenstad – miasto w Danii, w regionie Jutlandia Środkowa, w gminie Struer.